# Manéglise
Manéglise ist eine französische Gemeinde mit 1267 Einwohnern (Stand 1. Januar 2022) im Département Seine-Maritime in der Region Normandie. Sie gehört zum Arrondissement Le Havre und zum Kanton Octeville-sur-Mer. Die Bewohner werden Manéglisais und Manéglisaises genannt.
Die Gemeinde erhielt 2022 die Auszeichnung „Zwei Blumen“, die vom Conseil national des villes et villages fleuris (CNVVF) im Rahmen des jährlichen Wettbewerbs der blumengeschmückten Städte und Dörfer verliehen wird.

## Geographie
Manéglise liegt in der Naturregion Pays de Caux, etwa 13 Kilometer nordöstlich von Le Havre.
Umgeben wird Manéglise von den acht Nachbargemeinden:
| Rolleville             | Hermeville                                  | Angerville-l’Orcher |
| Épouville              | Kompassrose, die auf Nachbargemeinden zeigt | Étainhus            |
| Saint-Martin-du-Manoir | Saint-Laurent-de-Brèvedent                  | Sainneville         |

## Geschichte
Manéglise hat seinen Namen von der lateinischen Übersetzung „Magna Ecclesia“ (deutsch große Kirche). Die verschiedenen altfranzösischen Schriften haben manchmal den Namen der Pfarrei/Gemeinde in „magneglise“, „magneglisa“ oder sogar „magniglise“ verfälscht. 
Elemente römischer Straßen an verschiedenen Stellen der Stadt zeugen von der Existenz eines Dorfes auf der Achse der Straße Harfleur-Fécamp seit dem Ende der Antike.
Um 900 war das Gebiet der „Paroisse“ Teil der Festung Montivilliers. Auf den Hügeln des Landes wuchsen Weinreben, wie auf allen Hügeln am Ufer der Seine. Mit der Ankunft der Mönche, die kamen, um dieses Tal zu roden, nahm das Dorf erst richtig Gestalt an.
Um Gottesdienste zu ermöglichen, entstanden um das Jahr 1066 der Glockenturm und der Chor einer „großen Kirche“ auf einem Hügel, auf dem vermutlich ein alter Tempel gestanden hatte, der dem Jupiter geweiht war.

## Bevölkerungsentwicklung
| Jahr      | 1962 | 1968 | 1975 | 1982 | 1990 | 1999 | 2008 | 2020 |
| Einwohner | 474  | 513  | 604  | 912  | 1051 | 1190 | 1152 | 1265 |

## Sehenswürdigkeiten
- Kirche Saint-Germain-l’Auxerrois mit Ursprüngen aus dem 11. Jahrhundert, seit 1886 als Monument historique klassifiziert.
- Schloss Les Hellandes

## Städtepartnerschaften
- Pecq (Hennegau, Belgien)
- Saint-Épiphane (Québec, Kanada)